# Малтийски механизъм
Малтийският механизъм е механична предавка, която дискретизира непрекъснатото въртеливо движение. В зависимост от конструкцията бива с вътрешно и външно зацепване, а степента на дискретизация обикновено е от 3 до 12. Намира приложение в кинокамерите и кинопрожекционните апарати.
Носи името си от звеното, което наподобява кръстообразния знак на средновековен рицарски орден, основан на остров Малта(Малтийски орден).